# 普鲁斯河畔圣罗莎

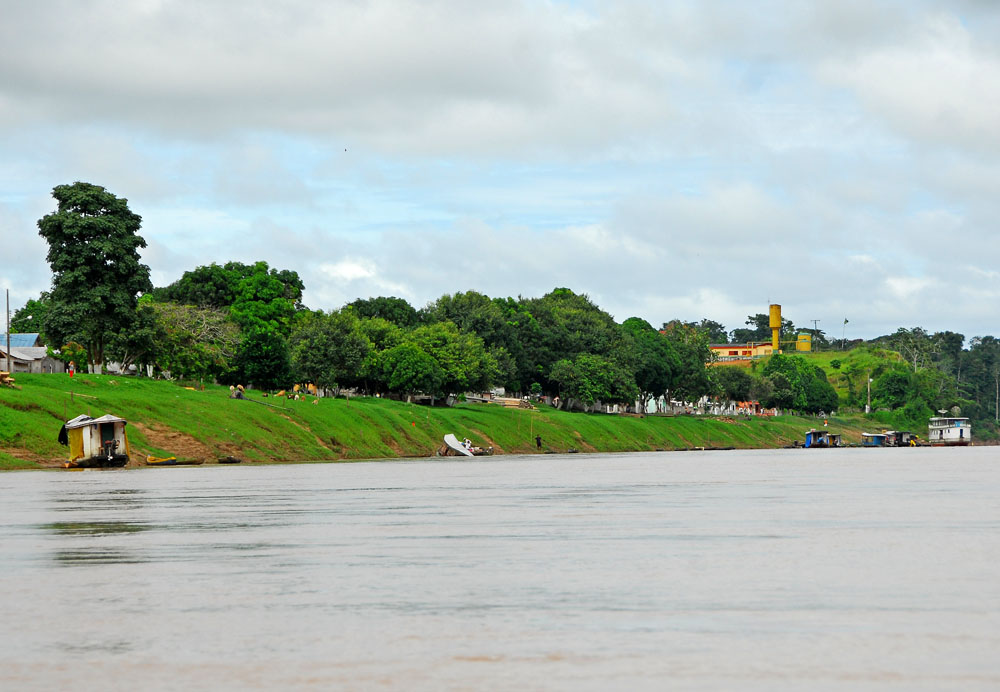
普鲁斯河畔聖羅莎

09°25′58″S 70°29′34″W / 9.43278°S 70.49278°W
普鲁斯河畔聖羅莎（葡萄牙語：Santa Rosa do Purus），是巴西西北部阿克里州的市镇。始建於1993年4月28日，面積5,981平方公里，海拔高度25米，2014年人口5,593，人口密度每平方公里0.94人。